# Isaac Burney Yeo

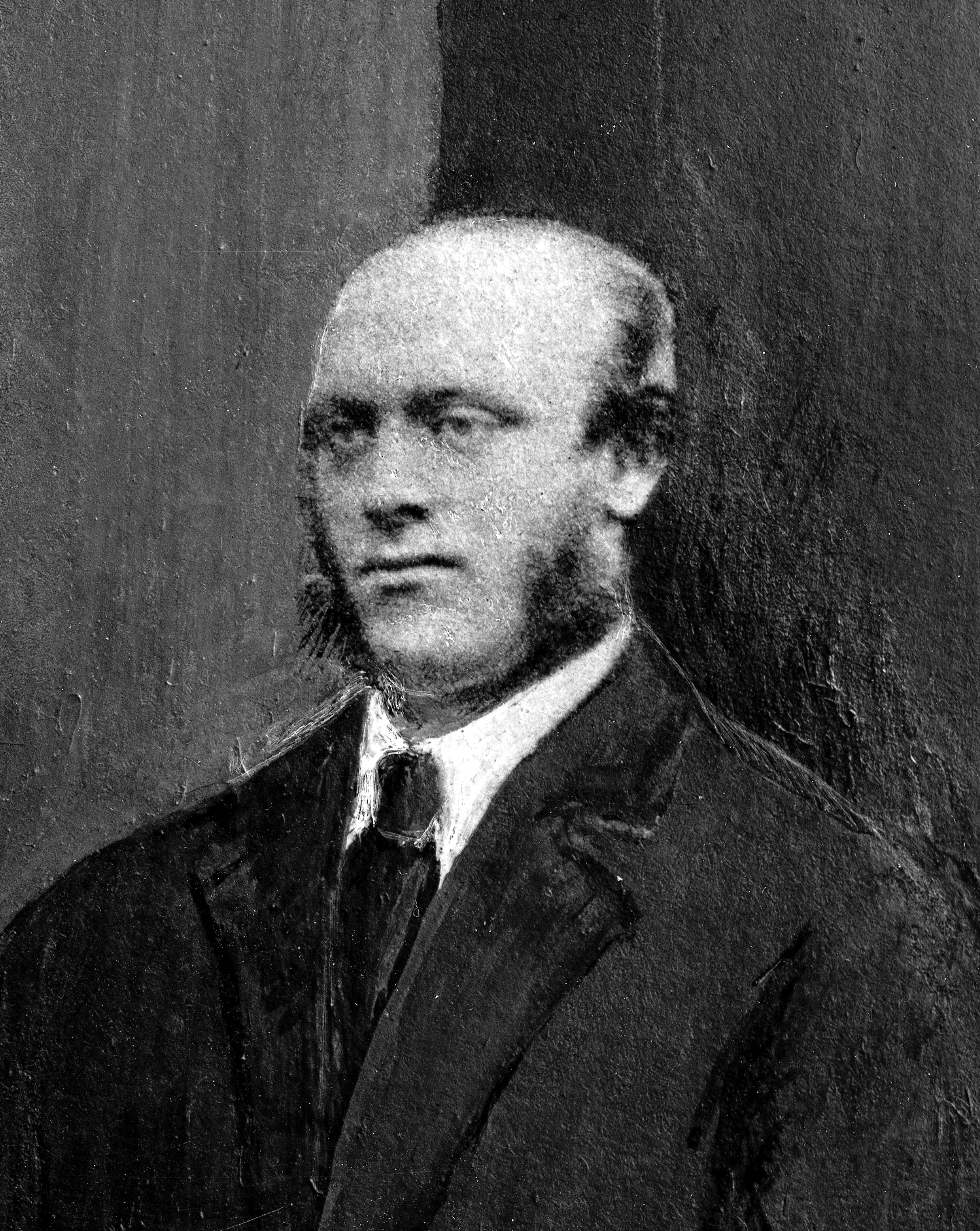
Isaac Burney Yeo

Isaac Burney Yeo (* 3. März 1835 in East Stonehouse (heute Plymouth); † 20. November 1914 in London) war ein englischer Mediziner.
Nach einer praktischen Ausbildung bei einem Arzt in seiner Heimatstadt studierte Yeo ab 1858 Medizin am King’s College London. Beim Masterabschluss an der Universität London gewann er eine Goldmedaille. Er erhielt eine Anstellung am Hampshire County Hospital und wurde Arzt am Westminster General Dispensary. Ab 1865 unterrichtete er am King’s College, und 1869 wurde er Assistenzarzt am King’s College Hospital. Daneben wirkte er zehn Jahre lang am Brompton Hospital for Diseases of the Chest.
1876 erhielt Yeo eine volle Arztstelle am King’s College Hospital, ab 1885 war er Professor für klinische Therapeutik, ab 1896 bis zu seiner Emeritierung 1900 Professor für Medizin am King’s College. In den 1890er Jahren führte er einen Inhalator ein, der bis in die 1960er Jahre in Gebrauch war. 1893 erschien die erste von mehreren Auflagen seines Manual of Medical Treatment. Populär waren Schriften wie Food in Health and Disease und The Therapeutics of Mineral Springs and Climates.

## Schriften
- Notes of a Season at St. Moritz in the Upper Engadine, and of a Visit to the Baths of Tarasp, Longmans, Green, and Co 1870.
- Remarkable Case of Abscess of the Dura Mater and Brain, Following a Blow on the Head: A Clinical Lecture, British Medical Association, 1879.
- The contagiousness of pulmonary consumption and its antiseptic treatment: two lectures delivered in King's College Hospital in the summer session of 1882, with appendices and notes Churchill 1882.
- Food in Health an Disease, 1890.
- Manual of Medical Treatment; Or, Clinical Therapeutics, Cassell 1893.
- Climate and Health Resorts
- The Results of Recent Researches in the Treatment of Phthisis